# 聯合國大會第2758號決議
聯合國大會第2758號決議，于1971年10月25日在第26屆联合国大会上表决通过，内容是关于「恢復中華人民共和國在聯合國組織中的合法權利問題」的決議。中华人民共和国依此取代中華民國在联合国的中國代表權席位，同時也為日後中華民國放棄中國代表權、以台灣代表權席位加入聯合國留下相關爭議。中華民國政府將此決議案稱作「退出聯合國」，當時的蔣中正政府也稱其為「排我納匪案」。中华人民共和国政府則稱作“中华人民共和国恢复联合国合法席位”、“重返联合国”。

## 背景

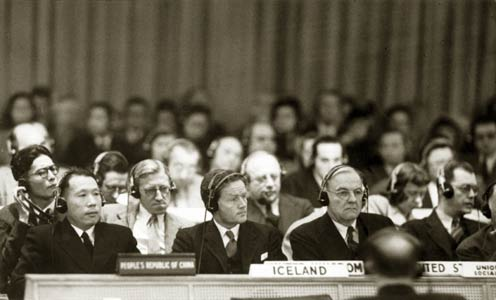
1950年，中華人民共和國中央人民政府代表伍修权（前排左一）應聯合國安理會輪值主席國邀請出席安理会朝鮮問題辯論，與当时在联合国代表中國的中華民國常駐聯合國代表蒋廷黻当面對質

### 中華人民共和國的聯合國早期歷史
1949年10月1日，在國共內戰中獲勝的中國共產黨于北京成立中华人民共和国，與退守臺灣的中華民國互相對立，形成「兩個中國」政權並立的格局，中华人民共和国政府之後便以各種方式試圖取得中華民國政府所擁有的聯合國“中國”席位。
1950年1月10日，苏联代表雅科夫·馬利克在联合国安理会提案否认中华民国代表“中国”代表。1月13日，安理会表决苏联提案，提案被否决。苏联代表团随即宣布退出安理会，并表示只要安理会中还有中华民国的代表，苏联便不参加安理会，并且不受安理会决议的约束。韓戰爆發後，馬利克於1950年8月1日重返安理会，并担任轮值主席，作出“承认中华人民共和国中央人民政府代表为中国代表”的裁决，该裁决以八比三被推翻。安理會再度否決了蘇聯提出的中國代表權案。
1950年8月24日，中華人民共和國政务院总理兼外交部长周恩来致电安理会主席雅科夫·馬利克及秘书长赖伊，代表中华人民共和国就「美国武装侵略中国领土台湾问题」向联合国提出控诉案，要求联合国安理会立即采取措施“制裁美国武装侵略中国领土”的罪行。周恩来表示“中华人民共和国中央人民政府是代表中国人民的唯一合法政府”，“蔣介石在联合国的代表已经丧失了代表中国人民的任何法律与事实的基础，应该立即从联合国所有机构中排除出去”。此后，中华人民共和国多次致电联合国要求“取消蔣介石在联合国的一切权利，恢复新中国在联合国的合法权利”。
1950年11月28日，中華人民共和國代表伍修权應聯合國安理會邀請出席朝鮮問題辯論，並就第七艦隊進入台灣海峽，指責「美國政府武裝侵略中國領土台灣」是「非法的犯罪的行為」。在第二天的安理会会议，中華民國常駐聯合國代表蒋廷黻反驳伍修权对美国的指控，并指责俄羅斯帝國是近代占据中国领土最多的国家，列举了种种美国对中国的友好行为，称美国没有在中国占据一寸土地，且美国在抗日战争中对中国帮助巨大而没有索要报酬，这与在中国东北掠夺的苏联形成对比，最后蒋指稱聯合國的「中國」席位只能屬於「自由獨立的中國政府」，而非“莫斯科的傀儡政權”。伍修权其后表示，“美國軍事顧問在實際上是該島的主人，就是在台灣的國民黨軍隊的领袖與指揮”，“（中华人民共和国中央人民政府）要求美国政府立即從台灣及其他中国领土撤出軍隊，從而停止干涉中國内政。”伍修权并指責蒋廷黻「辜负违背了中国人民的意愿，他没有任何权利代表中国。我怀疑这个发言的人是不是中国人，因为伟大的四万万七千五百万中国人民的语言，他都不会讲」（當时中華民國代表在聯合國主要使用英語发言）。這是中華人民共和國代表首次在聯合國會議发言。
1955年，中華人民共和國拒絕了聯合國安理會邀請其再次出席會議的請求，表明「臺北不去，北京不來」的宗旨。由此，自1950年代中期起，幾乎每年的聯合國大會都要辯論中華民國的會籍相關問題。1956年，聯合國否決印度提議，並通過綜合委員會建議「本屆大會不討論中國代表權問題」。

### 阿爾巴尼亞提案
自1961年第16屆聯合國大會開始，中華人民共和國開始透過阿爾巴尼亞等新取得聯合國會員席次的友好國家提案以中華人民共和國取代中華民國為聯合國的唯一中國代表，首年反對方以12票差距否決了提案，接續在1965年、1966年、1967年、1968年、1969年、1970年都通過阿爾巴尼亞在聯合國提出提案，但皆因反對票大於贊成票，或未達重要問題決議的三分之二多數門檻遭到否決。
以往在美國的影響下，支持中華民國的力量都佔有優勢。中蘇交惡後，1969年發生中蘇邊界衝突，蘇聯曾經派代表赴台北商討，由蘇聯方面支持中華民國推翻中华人民共和国政府，美國也知悉此事。另一方面，美國經過1960年代在越南战争上耗費大量軍費，國內反戰風潮四起，陷入泥淖之中，因而積極尋求力量抗衡蘇聯。1970年，時任美國總統尼克森為了與蘇聯對抗，決定與當時與蘇聯交惡的中華人民共和國交往。1971年，中國共產黨中央委員會主席毛澤東知悉美國意向後，開始與美國政府進行「乒乓外交」，雙方關係迅速升溫；於是美國向中华人民共和国讓步，不再強烈反對中华人民共和国取得聯合國代表權，因此支持中華民國的陣線逐漸崩潰。
| 年份 | 贊成票反對票差距 |
| ---- | ---------------- |
| 1961 | -12              |
| 1965 | -14              |
| 1966 | -11              |
| 1967 | -13              |
| 1968 | -14              |
| 1969 | -8               |
| 1970 | +2               |

### 重要問題提案
在中國代表權議題於1961年再次於聯合國大會討論時，「重要問題」提案是中華民國及美國盟友的第一項反制提案，提案內容主張關於中國代表權為關係到安理會與創始會員國席次的重要問題，需要經過三分之二的多數決同意始能通過，而非簡單多數決，為1961年至1971年之前，每屆聯合國大會唯一通過的中國代表問題決議。

### 雙重代表權提案
1966年第21屆聯合國大會上，義大利、比利時、玻利維亞、巴西、智利與千里達等國家首次提出解決中國代表權僵局的第三提案，即設立委員會使得「兩個中國」並立於聯合國，同時取得會員席次，即1971年「複雜雙重代表權案」的前身。此案1966年首次提出時，得到了美國、比利時、義大利、加拿大、希臘、日本、墨西哥、以色列、荷蘭、紐西蘭、冰島、盧森堡、愛爾蘭、委內瑞拉、土耳其、愛爾蘭等三十四會員國的贊成票，得到了阿爾巴尼亞提案支持者與受中華民國影響的親近盟友共六十二國的共同反對票，另有英國等二十五國棄權。
該提案往後持續在大會上由義大利等北約國家提出，持續被受中華民國與中華人民共和國影響的會員國共同否決或操作棄權，因此未能通過，包括了1971年第26屆大會上，在通過第2758號決議後，由美國提出受到其盟國支持的「兩個中國提案」，同樣遭到蔣介石主政的中華民國否決，國民黨官方輿論長期批評兩個中國方案為聯合國「通匪」行為，寧可退出聯合國也絕不接受兩個中國提案。

## 表决过程

### 表決之前
1970年11月召開的第25屆聯合國大會上，先期表决了驅逐中華民國的提案和接纳中华人民共和国的提案，均未通过。前者未获得半数以上赞成；后者因属重要问题案，需三分之二多數赞成，结果以51票贊成、49票反對、25票棄權，未達重要問題案所需的三分之二多數而未通過，但為此提案首次獲多數支持。次年1971年4月23日，美國密使墨菲赴陽明山中山樓與蔣中正討論「雙重代表權」，蒋秘密表示在保留中華民國安理會席位的条件下，可與中華人民共和國同時存在於聯合國當中。
1971年7月15日，阿爾巴尼亞、阿爾及利亞等國向聯合國提出決議草案「兩阿提案」，即後來表决通过的2758號決議案；17个成员国提出将“恢复中华人民共和国在联合国组织中的合法权利”问题加入第26届联合国大会的议事日程，并声称“能代表中国的中華人民共和國作为联合国的创始国和安全理事会的常任理事国，其依法所应占有的席位自从1949年以来就被系统操纵排除在联合国以外”。
1971年7月19日，美國向中華人民共和國讓步，不再强烈反对中華人民共和國取得聯合國代表權，中華民國政府已經清楚地認知到美國政策趨勢改變，遂同美方馬康衛大使進行談判，表示接受於雙重代表權安排，但不公開承認的意願。並以英文說帖，說明如果第26届联合国大会有國家提出雙重代表權，也可以「了解」。因此對任何形式的雙重代表案發言反對，但不會投票反對。
1971年8月17日，美国驻联合国首席代表老布希向联合国秘书长递交了一封信和备忘录，正式提出「双重代表权」提案。美国总统尼克松设想「双重代表权」可以「两全其美」地既向中华人民共和国送顺水人情，又同时通过「重要问题」提案和「双重代表权」提案的双保险，让中华民国仍能保住在联合国的席位。中華人民共和國外交部在8月20日就「雙重代表權案」發表聲明，堅決反對联合国同时接纳海峡两岸双方为会员国，反对美国通过「双重代表权」提案在联合国搞「两个中国」、「一中一台」，明确指出「中华人民共和国在联合国的一切合法权利必须完全恢复，必须把蒋介石集团从联合国及其一切机构驱逐出去」，並向季辛吉抗議。
1971年9月16日，中華民國代表團的周書楷（外交部部長）、劉鍇（駐聯合國常任代表）和沈劍虹（駐美國大使）在美國國務院與國務卿羅吉斯會談，接受了美國提出的「複雜雙重代表權案」。中華民國代表表示「如美國不願見中華民國被聯合國排除，美國政府一定遵守自甘迺迪和詹森政府以來保證中華民國席位的承諾」。然而美國代表表示，此為不能保證事項，美国拒絕承諾。
1971年9月16日下午，美国总统尼克森公開宣佈，美國支持中華人民共和國加入聯合國，並取得安理會席位。

### 提案与投票
1971年9月25日，23个成员国向联合国提交了「两阿提案」的决议草案A/L.630以及附加文件1、2号。这23个国家中包括了7月15日提议将该问题列入议事日程的17个国家。
1971年9月29日，澳大利亚、日本等22个成员国向联合国提交了「重要問題」的决议草案A/L.632以及附加文件1、2号。该决议草案提议：任何试图剥夺中华民国代表权的提案都是涉及联合国宪章第18条的重大问题，因此應以到會及投票之会员国三分之二多數決定之。因其较两阿提案晚提出，序号靠后，一般情况下应按序号顺序表决，所以澳、日等国又提出此草案需于两阿提案之前表决的动议，后于25日先对此提前表决动议表决并获通过。
同日，美、日等19國又提交了「複雜雙重代表權提案」的决议草案A/L.633。该决议草案提议：联合国接纳并將安理會席位給中華人民共和國，同时讓中华民国以普通会员国继续存在，兩個中國都有聯大席位。:128,136
1971年10月18日，與中華民國關係友好的沙烏地阿拉伯大使白汝迪奉其國王费萨尔指示幫助中華民國，又提出一個全新的「對阿爾巴尼亞草案所提出之修正提案」的决议草案A/L.637，並不斷地發言堅稱自己的提案比阿爾巴尼亞提案或雙重代表權案都好，白汝迪認為美國版的雙重代表權草案內容欠周詳。但他原已提出修正案，臨時卻又另提一個全新的決議草案，要求優先列入議程。由於所提主張多數國家並不支持，且白汝迪的屡次冗長发言引起眾多成員國反感，导致后来其延遲24小時討論的提議被否決。
1971年10月19日至10月24日，聯合國大會進行「關於中國在聯合國的代表權問題」的總辯論。期間有70多個會員國的代表參與了關於中國代表權辯論的發言，在此期間美國派季辛吉前往北京與時任中華人民共和國國務院總理周恩來協商。
1971年10月25日，聯合國大會第1976次全體會議在大會主席亚当·马利克主持下对以上诸决议草案进行唱名表决。联合国大会先以56票反对、53票赞成、19票弃权否决了白汝迪代表的沙特阿拉伯要求把涉及中国代表权问题的项目93下的全部四项决议草案延遲到次日进行討論的提議。随后投票通过将A/L.632「重要問題」草案及附加文件1、2号先于A/L.630「两阿提案」表决的动议。
对提高「驅逐中華民國」案門檻的A/L.632「重要問題」决议草案表决结果，59票反对（其中欧洲国家18票、亚洲国家16票、非洲国家19票、北美洲国家2票、南美洲国家5票）、55票赞成、15票弃权未获通过。當時中華民國代表團一度評估有同票可能，但在中華民國的友邦中，除盧森堡、葡萄牙和希臘外，其他北約盟友都投了反對票或者棄權票，阿拉伯與非洲國家也大批倒戈，最終以些微差距事與願違。
在「重要问题」被否决后，時任美国常驻联合国代表老布希連同日本等17國（後增至19國）紧急提出臨時動議，主張將A/L.630以及附加文件1、2號決議草案分段表決，將其中「把蔣介石的代表從它在聯合國組織及其所屬一切機構中所非法佔據的席位上驅逐出去。」作為分開的議案；若能分段表決並反對此部份的提案，就能使中華民國和中華人民共和國在聯合國都擁有席位。但此動議在表決中以61票反對、51票贊成、16票棄權的結果未獲通過，因而無法間接促成沒能先行表決的「複雜雙重代表權提案」。
隨後中華民國代表團在聯合國大會对「两阿提案」决议草案A/L.630以及附加文件1、2号表決之前，向聯大主席爭取到程序問題發言，中華民國代表團在用盡阻止「两阿提案」決議的議事方法均未果後，周書楷聲明「因為當前聯合國正籠罩在不理性的情緒與程序之下，中華民國代表團從現在開始，不再參與任何聯合國的會議。聯合國成立時的信念已遭背叛」，率領代表團全體團員走出會場。随后「两阿提案」表决通过，正式成为第2758號決議。第2758號決議通過後，「複雜雙重代表權提案」由美國提案並得到三十多個北約盟友支持，但未得到中華民國及其盟友支持，同時由於「兩阿提案」通過，聯合國大會主席認為:由於決議草案A/L.630和Add.1和2已經通過，我想大會不必要對決議草案A/L.633和Add.1和2進行表決，因為無論如何並沒有人要堅持要求對這個文本進行表決，由於未能表決「複雜雙重代表權提案」，最終並未通過。

### 表決結果
大會以76票贊成、35票反對、17票棄權的結果，通過阿爾巴尼亞、阿爾及利亞、羅馬尼亞等23個國家聯合提出的关于“恢復中華人民共和國在聯合國組織中的合法權利問題”的A/L.630决议草案及1、2号附加文件。根據聯合國憲章和聯合國大會議事規則，這項提案通過以後立即成為聯合國大會的正式決議。
| 赞成（粗體為提案國） | 反對 | 棄權 | 缺席（未投票）                 |
| --- | --- | --- | ------------------------------ |

绿色为赞成，紅色为反对，黄色为弃权，蓝色为缺席，灰色为非联合国成员

| 亚洲19票：阿富汗、不丹、錫蘭、印度、伊朗、伊拉克、以色列、科威特、寮國、馬來西亞、蒙古、尼泊爾、巴基斯坦、民主葉門、新加坡、敘利亞、土耳其、阿拉伯葉門 欧洲23票：阿爾巴尼亞、奧地利、比利時、保加利亞、白俄罗斯、捷克斯洛伐克、丹麥、芬蘭、法國、匈牙利、冰島、愛爾蘭、義大利、荷蘭、挪威、波蘭、葡萄牙、羅馬尼亞、瑞典、南斯拉夫、乌克兰、蘇聯、英國 非洲26票：阿爾及利亞、波札那、蒲隆地、喀麥隆、剛果（布）、埃及、赤道幾內亞、衣索比亞、加納、幾內亞、肯尼亚、利比亚、茅利塔尼亞、摩洛哥、奈及利亞、盧安達、塞内加爾、塞拉利昂、索馬利亞、蘇丹、多哥、突尼西亞、烏干達、坦尚尼亞、尚比亞 美洲8票：加拿大、智利、古巴、厄瓜多、蓋亞那、墨西哥、秘魯、千里達及托巴哥 | 亚洲4票：日本、高棉、沙烏地阿拉伯、菲律賓 欧洲1票：馬爾他 非洲15票：中非共和国、南非、乍得、剛果（金）、達荷美、加彭、甘比亞、象牙海岸、賴索托、賴比瑞亞、馬拉威、尼日、史瓦濟蘭、上伏塔 美洲13票：美國、玻利維亞、巴西、哥斯大黎加、多明尼加、薩爾瓦多、瓜地馬拉、海地、宏都拉斯、尼加拉瓜、巴拉圭、烏拉圭、委內瑞拉 大洋洲2票：澳大利亞、紐西蘭 | 亚洲6票：巴林、印度尼西亚、約旦、黎巴嫩、卡達、泰國 欧洲4票：塞浦路斯、希臘、盧森堡、西班牙 非洲1票：模里西斯 美洲5票：阿根廷、巴巴多斯、哥倫比亞、牙買加、巴拿馬 大洋洲1票：斐濟 | 亚洲：中华民国、馬爾地夫、阿曼 |

## 後續
1971年10月26日下午總統蔣中正發表《中華民國退出聯合國告全國同胞書》。據美國國務院「台北5869」號解密電文，當時的駐華大使馬康衛曾應中華民國外交部次長楊西崑的要求，召開秘密會議。楊西崑表示，總統蔣中正可將中華民國改名為“中華台灣共和國”（Chinese Republic of Taiwan），以行政命令通令全島進行公投決定台灣前途，並由台灣人民選出制憲會議，此方案需要美國表態支持並說服蔣中正。美國總統尼克森及其高級顧問季辛吉因為正在籌劃北京之行，并未理會此方案。

## 各方解讀
在聯合國大會中通過的第2758號決議，使聯合國將「中國」席位的代表權從“蔣介石的代表”轉交給中華人民共和國，這也意味著“蔣介石的代表”，即当时的中華民國，無法代表中國參與聯合國。然而，决议正文并没有提及“中華民國”和“台湾”，因此有学者认为，决议仅涉及中國代表權，而保留有「中华民国返聯」或「台灣入聯」的解释空间。。如波蘭學者陸安寧與孟狄斯於2023年在《國家利益》上發表論文，指出聯合國大會第2758號決議只有承認中華人民共和國是「中國唯一合法代表」，但沒有授權中華人民共和國在聯合國中代表中華民國，未註明台灣是中華人民共和國的一部份，也未提到台灣國家地位的解決方案。中華民國外交部持續呼籲國際社會正視台灣。
中華人民共和國則主張台灣是中國的一部分，並根據該決議排斥台灣以任何名義參與聯合國。

### 中華民國
总的来说，以中国国民党为首的泛蓝阵营反对2758号决议本身，认为中华民国仍是代表全中国的唯一合法政府，但认可两岸同属一中，希望通过九二共识以换得大陆对台湾的让步，从而获得国际参与。以民主进步党为首的泛绿阵营认为第2758号决议无关台湾，认为该决议被中华人民共和国曲解，而台湾不属于中华人民共和国的一部分，希望通过民主国家的帮助排除中国对台湾的阻碍，从而获得国际参与。双方都支持台湾实质参与国际体系。
民进党陈水扁担任总统执政期间，双方曾经就「中华民国返聯」或「台灣入聯」产生争论，并举行了2008年臺灣入聯及返聯公民投票，两项公投案均因投票率未达50%而宣告失败。
国民党马英九担任总统执政期间，透过九二共识与两岸默契，中华民国以“中华台北”的名义参加了联合国体系下世界卫生组织召开的世界卫生大会（WHA）。
民进党蔡英文担任总统执政期间，2021年9月15日，中華民國外交部发言人欧江安表示，“自2009年起，政府决定不再提案（加入聯合國），仅洽请友邦在联大总辩论为台湾执言，敦促联合国正视台湾2,350万人被不当排除在联合国体系外的不公事实”。
民进党赖清德担任总统执政期间，2024年9月10日，中華民國外交部計畫推動籲正視2758號決議遭曲解提案。民主進步黨立法院黨團幹事長吳思瑤於同年9月18日在立法院開會時，曾提醒立法院院長韓國瑜處理有關2758號決議遭曲解的臨時動議，但韓國瑜未處理即逕行宣布散會。中國國民黨立法院黨團則反對2758號決議並主張對其修正，主張要讓中華民國重返聯合國。

### 中華人民共和國
中华人民共和国政府认为，该决议从政治、法律和程序上解决了中国在联合国的代表权问题，同时也明确了中国在联合国的席位只有一个，不存在“两个中国”、“一中一台”问题。
2021年10月23日，中華人民共和國驻美国大使馆发言人稱，美国国务院东亚局官员的有关言论罔顾事实、混淆视听，本质就是要在国际上制造“一中一台”，公然挑战一个中国原则，是对中方严重的政治挑衅。
2021年10月25日，「中华人民共和国恢复联合国合法席位50周年纪念会议」在北京舉行，中共中央总书记兼中華人民共和國主席習近平出席並表示該決議「是中国人民的胜利，也是世界各国人民的胜利！」
2021年10月27日，中華人民共和國外交部发言人赵立坚针对美国务卿安東尼·布林肯发表的支持台湾参与联合国的声明表示，美方声明严重违反一个中国原则和中美三个联合公报规定，向“台独”势力发出严重错误信号。中方对此强烈不满、坚决反对，已向美方表明严正立场并提出严正交涉。當天，中共中央台湾工作办公室发言人马晓光稱联合国是由主权国家组成的政府间国际组织。台湾是中国的一部分，无权参加联合国。
2021年10月29日，中華人民共和國國務委員兼外交部部長王毅稱，聯合國大會第2758號決議已经从政治上、法律上和程序上彻底解决了中国在联合国以及国际机构中的代表权问题。美国等个别国家企图在台湾问题上搞突破，这一做法违背了其同中国建交时所做的政治承诺，无视广大会员国在2758号决议中表达的共同意志，是对联合国宪章宗旨和原则的损害，也是对台海和平稳定的破坏。
2024年9月10日，中華民國民主進步黨立法院黨團計畫處理聯合國第2758號决议与台湾无关的法案，中共中央台湾工作办公室发言人陈斌华在同月11日召开的中共中央台办例行记者会中表示“民进党当局恶意歪曲联大第2758号决议，谬称‘决议与台湾无关’、拿‘代表权’说事，是对事实的歪曲、对国际法的践踏、对国际秩序和规则的公然挑战，其目的是为了给‘台独’造势，破坏国际社会坚持一个中国原则的共识。”

### 美國
有支持台灣的美國國會議員稱這項決議只涉及中國在聯合國的代表權，而並未處理台灣與台灣人民在聯合國或周邊組織代表權的問題，亦沒有在中華人民共和國與台灣關係上採取立場，或包含任何關於台灣主權的聲明。
2021年8月31日，美國駐聯合國前大使克拉夫特表示，「2021年10月是聯合國大會第2758號決議通過50週年，但此決議無歧視性阻擋任何及所有台灣人參與聯合國體系的法律地位」。
2021年10月21日，美國國務院亞太副助卿華自強稱，北京誤用2758號決議，導致台北頻頻被排除在聯合國活動外，各會員應加入美國行列，支持台北有意義參與。25日，美参议院外交关系委员会主席梅南德茲和参议员殷荷菲表示，联大2758号决议授予中华人民共和国联合国会员国资格，但中国共产党卻一直在歪曲决议，试图破坏台湾在国际社会的地位和参与。10月26日，即联大2758号决议通过满50年的第二天，美国国务卿布林肯发表声明支持台湾参与联合国。
2023年5月16日，第118屆美國國會眾議院外委會通過《台灣國際團結法案》，該法案強調，聯大2758號決議僅處理中國代表權問題，不涉及台灣。7月25日，眾議院通過該法案。然而該屆參議院在二讀法案並送至外交事務委員會後，並未排審或交付表決該法案，導致未能在該屆國會完成立法程序。2025年5月5日，第119届美国国会眾議院再度通过該法案，參議院在二讀後送至外委會。
2024年9月18日，美國副國務卿庫爾特·康貝爾（Kurt Campbell）出席聯邦眾議院外交委員會時，首度公開表示「中國以2758號決議為工具損及台灣地位」。
2024年12月13日，「全美議會交流理事會」（American Legislative Exchange Council, ALEC）通過倡議，反對中華人民共和國濫用聯合國大會第2758號決議，譴責中華人民共和國以此決議武器化。此會為全美規模最大州議員組織之一。
2025年4月23日，美國在聯合國安理會批評中國為孤立台灣而誤用聯大第2758號決議，並重申2758號決議並未排除台灣參與聯合國體系以及其他多邊論壇。

### 其他國家、組織
馬紹爾群島、對中政策跨國議會聯盟、澳大利亚、荷蘭、歐洲議會、加拿大、英国、捷克等國元首、議會或組織透過發表聲明及通過決議等方法，聲明在第2758號決議中，並未闡述對台灣的立場、未確立中華人民共和國對台灣的主權，並譴責中國扭曲該決議，同時支持台灣參與國際組織。

### 引用
1. ↑  . United Nations Multimedia, Radio, Photo and Television: 126 （英语）.
2. 1 2  汪浩. . 故事：寫給所有人的歷史. 2017-07-12 （中文（臺灣））. 搶在阿案表決前，周書楷臉色鐵青，走向講臺，當場宣佈中華民國退出聯合國，隨後率領代表團全體團員魚貫走出會場。
3. ↑  陸以正. . 國政評論《國安(評)091-332號》. 國家政策研究基金會. 2002-07-24  [2017-09-01]. （原始内容存档于2016-03-05） （中文（臺灣））.
4. ↑  王正華（2010年），第131页
5. ↑  . 新浪历史. 2013年9月11日  [2021-05-09]. （原始内容存档于2021-05-10）.
6. ↑  . 蘋果新聞網.   [2020-09-22]. （原始内容存档于2020-10-01） （中文（臺灣））.
7. ↑  吳冠毅. . 《台灣史料研究》 (吳三連台灣史料基金會). 2020年6月, (第55期 【吳三連與吳新榮的平凡與不凡): 113–115  [2024-09-14]. （原始内容存档于2024-05-18）.
8. ↑  . 中华人民共和国外交部.   [2022-06-16]. （原始内容存档于2022-06-29）.
9. ↑  . 中共中央党史和文献研究院.
10. ↑  . 中国网络电视台.   [2023-07-08]. （原始内容存档于2024-10-04）.
11. ↑  陶文钊. . 《美国研究》. 1996年, (第4期)  [2024-09-19]. （原始内容存档于2024-10-04）.
12. ↑  . 人民日报. 1950-01-09: 第1版  [2024-09-19]. （原始内容存档于2024-09-19）.
13. ↑  . 人民日报. 1950年1月14日: 第1版  [2024年9月19日]. （原始内容存档于2024年9月19日）.
14. ↑  . 联合国文件中心. （原始内容存档于2020-08-13） （中文（繁體））.
15. ↑  . 人民日报. 1950年8月3日: 第4版.
16. ↑  蔣介石年表，第136页
17. 1 2  解放军出版社. . 人民网. 北京. 2010-10-29  [2017-08-24]. （原始内容存档于2017-08-24） （中文（中国大陆））.
18. ↑  . 联合国文件中心. （原始内容存档于2020-08-13） （中文（繁體））.
19. ↑  UN Audiovisual Library. . （原始内容存档于2019-10-02） （英语）.
20. ↑  . 联合国文件中心. （原始内容存档于2020-03-29） （中文（繁體））.
21. ↑  UN Audiovisual Library. . （原始内容存档于2019-10-02） （英语）.
22. ↑  蔣介石年表，第174页
23. ↑  何勇仁. . 政治評論. 1971, 25 (9): 11-12.
24. ↑  . 鳳凰網.   [2015-03-07]. （原始内容存档于2015-04-03）.
25. ↑  沈敏. . （原始内容存档于2012-05-10）.
26. ↑  . VOA. 2010-04-20  [2011-12-03]. （原始内容存档于2012-05-10）.
27. ↑  聯合過大會十六屆會議決議. . 聯合國. 1961  [2025-04-08] （中文）.
28. ↑  聯合國大會第二十一屆會議決議. . 聯合國. 1966  [2025-04-08] （中文）.
29. ↑  沈建華. . 關鍵評論網. 2025-05-05  [2025-05-05]. （原始内容存档于2025-05-05） （中文）.
30. ↑  任卓宣. . 政治評論半月刊. 1966, 17 (7): 2-3.
31. ↑  王覺源. . 政治評論半月刊. 1971, 27 (7): 9-11.
32. ↑  王正華（2010年），第146–148页，引用「〈外交—蔣中正接見美方外交大使談話紀錄〉（1971年4月23日），〈黨政軍文卷/國際情勢與外交〉，《蔣經國總統文物》，國史館藏，數位典藏號：005-010205-00128-002。以及陶文釗主編，《美國對華政策檔集（1949-1972）》，第三卷，下冊（北京：世界知識出版社，2005年12月），1080-1081頁。
33. ↑  Szulc, Tad. . New York Times. 1971年8月24日. （原始内容存档于2021年7月11日）.
34. 1 2 3 4 5 6 7  联合国文件中心.  (PDF). （原始内容存档于2019-06-22） （中文（简体））.
35. ↑  「行政院長嚴家淦上總統蔣中正呈」（1971年7月23日），附件"周書楷電沈劍虹第七九七號電稿" (1971年7月23日) [文件]. 《蔣經國總統文物》, Series: 黨政軍文卷/05國際情勢與外交/10聯合國案（一）, ID: 005-010205-00010-009. 國史館.。見王正華編，《中華民國與聯合國史料彙編－中國代表權》539-541頁 （页面存档备份，存于）。
36. ↑  "蔣經國與美國駐華大使馬康衛就聯合國中華民國代表權問題進行談話之談話要點" (1971年7月23日) [文件]. 《蔣經國總統文物》, Series: 忠勤檔案/中美關係（十三）/012, ID: 005-010100-00067-010. 國史館.。見王正華編，《中華民國與聯合國史料彙編－中國代表權》，535-539頁 （页面存档备份，存于）
37. ↑  "外交部長周書楷致駐美大使沈劍虹第七九八號電稿" (1971年7月27日) [文件]. 《蔣經國總統文物》, Series: 〈黨政軍文卷/05國際情勢與外交/10聯合國案（一）/006〉, ID: 005-010205-00010-006. 國史館.。見王正華編，《中華民國與聯合國史料彙編－中國代表權》，542-543頁 （页面存档备份，存于）。錢復承辦電稿，據其回憶，此電7月25日由蔣總統親自核定，文字和發電有出入，「供沈大使個人密參」三點，原電是要告訴沈大使告訴美方的；又蔣在第三點「我方對任何形式的雙重代表案，必須發言並投票反對。」核定時將原文有「並投票」三字刪除。錢復，《錢復回憶錄、卷一－外交風雲動》，頁150-151。
38. 1 2  陸以正，《回憶一九七一年聯合國席位的最後一戰》，《中國時報》2000-10-25，後收錄至《如果這是美國—一位退休外交官看台灣》，三民書局，2001-03-01
39. ↑   . 维基文库.
40. ↑  〈蔣介石日記〉，書於1971年8月2-3日條，9月16日補記，box 76，folder 14。
72. Message from the Chief of the Central Intelligence Agency Station in Taipei (Cline) to the President’s Special Assistant for National Security Affairs (Bundy), October 14, 1961, Foreign Relations of the United States, 1961–1963, Vol. XXII:Northeast Asia (Washington: United States Government Printing Office, 1996), p.156 （页面存档备份，存于）-157 （页面存档备份，存于）。中方討論譯稿，見「蔣介石和甘迺迪相互信任協議草案」（1961年10月14日），〈特交檔案分類資料–外交：對聯合國外交〉，第20卷，《蔣中正總統檔案》，國史館藏。
41. ↑  73. Message from the Chief of the Central Intelligence Agency Station in Taipei (Cline) to the President’s Special Assistant for National Security Affairs (Bundy), October 16, 1961, Foreign Relations of the United States, 1961–1963,, Vol. XXII:Northeast Asia (Washington: United States Government Printing Office, 1996), p. 158 （页面存档备份，存于）, footnote 2
42. ↑  中華民國檔案「外交部長周書楷致外交部常務次長陳雄飛政務次長蔡維屏電」（紐約，1971年9月16日19時發，9月17日15時收），聯合國代表權，《外交部秘書處檔案》，檔號：818.4/0003。
43. 1 2  . United Nations Multimedia, Radio, Photo and Television: 127. （原始内容存档于2019-03-06） （英语）. At the beginning of the debate, the General Assembly had before it three draft resolutions. The first draft resolution submitted on 25 September 1971 was sponsored by 23 States, including...... By the operative paragraph of the text, the General Assembly would decide to restore to the People's Republic of Chia all its right, ......
44. ↑  . United Nations Multimedia, Radio, Photo and Television: 127-128. （原始内容存档于2019-03-06） （英语）. The second draft resolution, submitted on 29 September 1971, was sponsored by the following 22-states:......
45. 1 2  . United Nations. 1971. （原始内容存档于2019-03-06）.
46. ↑  各國所提有關中國代表權問題決議草案及修正案 （页面存档备份，存于），數位典藏與數位學習聯合目錄，出自《中華民國出席聯合國大會第二十六屆常會代表團報告書》（臺北：外交部國際司，民國六十一年四月）頁五三～五六。，國史館，
47. ↑   . 自由時報. （原始内容存档于2014-12-22） （中文（臺灣））.
48. ↑  中華民國出席聯合國大會第二十六屆常會代表團. . 外交部國際司. 1972: 105-110頁. OCLC 54525490.
49. ↑  王國璋. . 《問題與研究》. 1993年5月, 第32卷 (第5期): 23頁. doi:10.30390/ISC.199305_32(5).0002.
50. ↑  . United Nations Multimedia, Radio, Photo and Television: 132. （原始内容存档于2020-08-21） （英语）. Thereupon, the representative of China......
51. ↑  聯合國大會會議片段：YouTube上的UNITED NATIONS MEETING TAIWAN - CHINA VOTE - SOUND - COLOUR. Movietone News
52. ↑  YouTube上的一席风云：1971联合国密档【皇牌大放送20180602】【官方1080P】. 凤凰卫视
53. ↑  . United Nations Multimedia, Radio, Photo and Television: 132. （原始内容存档于2019-03-06） （英语）. The Assembly then adopted the 23-power text, by a roll-call vote of 76 to 35, with 17 abstentions, as resolution 2758 (XXVI).
54. ↑  . 華夏經緯網. 2005-05-27. （原始内容存档于2015-10-02）.
55. ↑  YouTube上的中華民國退出聯合國_7年級以上必看_b 民視台灣演義
56. ↑  林楠森. . BBC中文網. 2014-03-15  [2014-03-16]. （原始内容存档于2014-03-18）.
57. ↑  金恆煒. . BBC中文網. 2007-11-12  [2007-12-15]. （原始内容存档于2007-11-18） （中文）.
58. ↑  李胤茜; 李烨. . 国际先驱导报. 2007-08-16  [2007-12-15]. （原始内容存档于2011-11-12） （中文（中国大陆））.
59. ↑  Antonina Luszczykiewicz; Patrick Mendis. . The National Interest. 2023年9月6日  [2023年9月18日]. （原始内容存档于2024年10月4日）.
60. ↑  .   [2021-10-23]. （原始内容存档于2021-10-26）.
61. ↑  . 中央社. 2021-09-15  [2021-10-21]. （原始内容存档于2021-10-21）.
62. ↑  . VOA. 2024-09-10  [2024-09-15]. （原始内容存档于2024-09-15）.
63. ↑  . 中央社 CNA. 2024年9月18日  [2024年9月24日]. （原始内容存档于2024年9月24日）.
64. ↑  . 上報. 2024-09-18  [2024-09-19]. （原始内容存档于2024-09-19）.
65. ↑  . 中央社 CNA. 2024-09-20  [2024-10-12]. （原始内容存档于2024-10-09） （中文）.
66. 1 2  . 中国网. 2024-09-11  [2024-09-11]. （原始内容存档于2024-09-11） （中文（中国大陆））.
67. ↑  .   [2021-10-23]. （原始内容存档于2021-10-26）.
68. ↑  .   [2021-10-27]. （原始内容存档于2021-10-27）.
69. ↑  . 新华网.   [2021-10-27]. （原始内容存档于2022-06-07）.
70. ↑  . 新华网.   [2021-10-27]. （原始内容存档于2022-05-12）.
71. ↑  . 中新网.   [2022-06-16]. （原始内容存档于2022-07-02）.
72. ↑  . JOHN CURTIS. 2021-04-19  [2021-04-22] （英语）.
73. ↑  徐薇婷. . 中央社. 2021-04-20  [2021-04-21].
74. ↑  呂伊萱、彭琬馨. . 自由時報. 2021-04-21  [2021-04-21].
75. ↑  楊孟立. . 中國時報. 2021-04-21  [2021-04-21].
76. ↑  2021亞太安全對話》聯合國2758決議不能擋台灣參與UN！前大使克拉夫特：美國挺台承諾堅定 （页面存档备份，存于） 2021.8.31 風傳媒
77. ↑  . 中央社.   [2021-10-23]. （原始内容存档于2021-10-24）.
78. ↑  . 德国之声. （原始内容存档于2021-10-26）.
79. ↑  . 美國國務院.   [2023-05-03]. （原始内容存档于2024-10-04）.
80. ↑  . 法广. （原始内容存档于2021-10-27）.
81. ↑  . 中央社. 2023-05-17  [2023-05-17]. （原始内容存档于2024-10-04） （中文）.
82. ↑  . 中央社 CNA. 2023-07-26  [2023-07-26]. （原始内容存档于2024-10-04） （中文）.
83. ↑  Sen. Van Hollen, Chris [D-MD. . www.congress.gov. 2023-09-28  [2025-05-06].
84. ↑  . dw.com. 2025-05-06  [2025-05-06] （中文）.
85. ↑  . 美国眾議院. May 5, 2025.
86. ↑  . 公視. 2024-09-19.
87. ↑  ALEC譴責中國濫用2758號決議
88. ↑  Remarks at a UN Security Council Arria-Formula Meeting on Unilateralism and Bullying Practices on International Relations
89. ↑  . 民視. 2021-09-23  [2024-09-15]. （原始内容存档于2024-09-15） （中文（臺灣））.
90. ↑  Yang, William. . 美國之音. 2024-07-30  [2024-07-30]. （原始内容存档于2024年7月30日） （英语）.
91. ↑  Chung, Jake. . 台北時報. 2024-07-31  [2024-07-30]. （原始内容存档于2024年7月30日）.
92. ↑  Packham, Ben. . 澳洲人報. 2024-08-21  [2024-08-21]. （原始内容存档于2024-08-21）.
93. ↑  Tillett, Andrew. . 澳洲金融評論報. 2024-08-21  [2024-08-21]. （原始内容存档于2024-08-22） （英语）.
94. ↑  . 中央社. 2024-09-14  [2024-09-14]. （原始内容存档于2024-09-13）.
95. ↑  . Parlement européen. 2024-10-24  [2024-10-24]. （原始内容存档于2024-11-08） （法语）.
96. ↑  . europarl.europa.eu.   [2024-10-24]. （原始内容存档于2024-11-09） （法语）.
97. ↑  . 中央社 CNA. 2024年11月7日.
98. ↑  . Rti 中央廣播電臺.
99. ↑  . 中央社. 2024-12-12.

## 外部連結
- 大會第二十六屆通過的決議 2751-2851（页面存档备份，存于） （页面存档备份，存于）
  - 联合国大会第2758(XXVI)号决议 （页面存档备份，存于）
- 联合国大会第1966次全体会议 （页面存档备份，存于）
- 联合国大会第1967次全体会议 （页面存档备份，存于）
- 联合国大会第1968次全体会议 （页面存档备份，存于）
- 联合国大会第1969次全体会议 （页面存档备份，存于）
- 联合国大会第1970次全体会议 （页面存档备份，存于）
- 联合国大会第1971次全体会议 （页面存档备份，存于）
- 联合国大会第1972次全体会议 （页面存档备份，存于）
- 联合国大会第1973次全体会议 （页面存档备份，存于）
- 联合国大会第1974次全体会议 （页面存档备份，存于）
- 联合国大会第1975次全体会议 （页面存档备份，存于）
- 联合国大会第1976次全体会议 （页面存档备份，存于）
- 联合国大会第1977次全体会议 （页面存档备份，存于）
- 联合国官方纪录片：中国席位 （页面存档备份，存于）